# Melbourne Cup

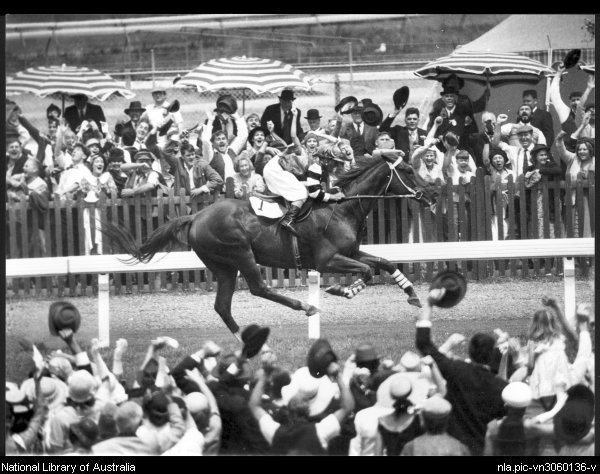
Phar Lap wint de Melbourne Cup in 1930

De Melbourne Cup is de grootste paardenrace in Melbourne (Australië) op de 1e dinsdag van november.
De race staat heeft als 2e naam "the race that stops a nation"; iedereen in heel Australië legt zijn werk opzij om 's middags naar de race te kijken op de televisie of ernaar te luisteren op de radio. Inwoners van de staat Victoria hebben zelfs een officiële vrije dag.
De Melbourne Cup wordt sinds 1861 gehouden op Flemington Racecourse en maakt deel uit van Spring Carnival, de verzamelnaam van de kleine 2 maanden waarin vele paardenraces plaatsvinden.
Op 1 november 2005 werd geschiedenis geschreven toen voor het eerst een paard, genaamd Makybe Diva, voor het derde opvolgende jaar de Melbourne Cup in de wacht wist te slepen.